# 山下金吾
山下 金吾（やました きんご、1977年5月1日 - ）は、日本のプロレスラー。政治家。

## 来歴
和光大学経済学部卒業後、プロレスラーになるために、アニマル浜口道場に通い、24歳の時にプロレスの入門試験を受け合格するも直後に団体が倒産し、夢をあきらめる。
就職後はリストラ、ブラック企業への就職を経て、スポーツジム経営企業に10年間務める。36歳でプロレスの道に再度誘われるが年齢や体力を考え断る。しかし夢をかなえたい気持ちは強く、家族と相談の上体力作りから取り組み、2016年9月4日、プロレスリングSECRET BASE新宿FACE大会における清水基嗣&南野タケシ戦（パートナーはアミーゴ鈴木）でプロデビュー。
南野タケシを尊敬しており、39歳デビューの遅咲きながら、直々に指導を受けてのデビューとなった。バークボーンは空手。打撃を中心にしたバランス良い大型ファイター。
後輩・忰田のデビュー後は色黒長身コンビ「ブラックペッパーズ」を結成している。
2021年11月28日調布はあとふるホール大会でアミーゴ鈴木を17分22秒バックドロップホールドで破り第7代キャプテン・オブ・ザ・シークレットベース無差別級王座を戴冠。
一つ自分の夢がかなったことで、誰かの後押しをしたい思いが募り、「生まれ育った江東区に恩返しがしたい」と2023年4月23日投票江東区議会議員選挙に公明党から立候補し、3,245票を集め当選。区議会を優先しつつ、プロレスラーとの両立を目指す。同年7月23日、新宿FACE大会では来場していた区議会議員プロレスラーの先輩である西村修にラブコールを送った。